# پائولو هندل
پائولو هندل (ایتالیایی: Paolo Hendel؛ زادهٔ ۲ ژانویهٔ ۱۹۵۲) بازیگر اهل ایتالیا است.
از فیلم‌هایی که وی در آن نقش داشته‌است می‌توان به شب سن لورنزو، چرخند، ترس و عشق و همه مردان بی‌کفایت اشاره کرد.